# Biston prodromaria
Biston prodromaria là một loài bướm đêm trong họ Geometridae.